# Acanthocera gorayebi
Acanthocera gorayebi är en tvåvingeart som beskrevs av Julio Augusto Henriques och José Albertino Rafael 1992. Acanthocera gorayebi ingår i släktet Acanthocera och familjen bromsar. Inga underarter finns listade i Catalogue of Life.